# Shetland bus
Lo Shetland bus (definita ufficialmente come Royal Norwegian Naval Special Unit, o Norwegian Naval Independent Unit) fu un'unità militare speciale, organizzata dal SOE britannico durante la seconda guerra mondiale, e interamente composta da norvegesi fuggiti in Gran Bretagna dopo la conquista tedesca della Norvegia .

## Storia
Sul versante dell'intelligence, l'unità fornì il supporto necessario a infiltrare clandestinamente 64 operatori radio nella Norvegia occupata. Il reparto era dotato di pescherecci che effettuavano viaggi clandestini dalle isole Shetland alla Norvegia per infiltrazione ed esfiltrazione di incursori, principalmente appartenenti alla Norwegian Independent Company 1 ,detta anche Kompani Linge dal suo primo comandante Martin Linge ucciso durante un precedente raid in Norvegia; inizialmente divenne nota come "Norwegian Naval Independent Unit" (NNIU).

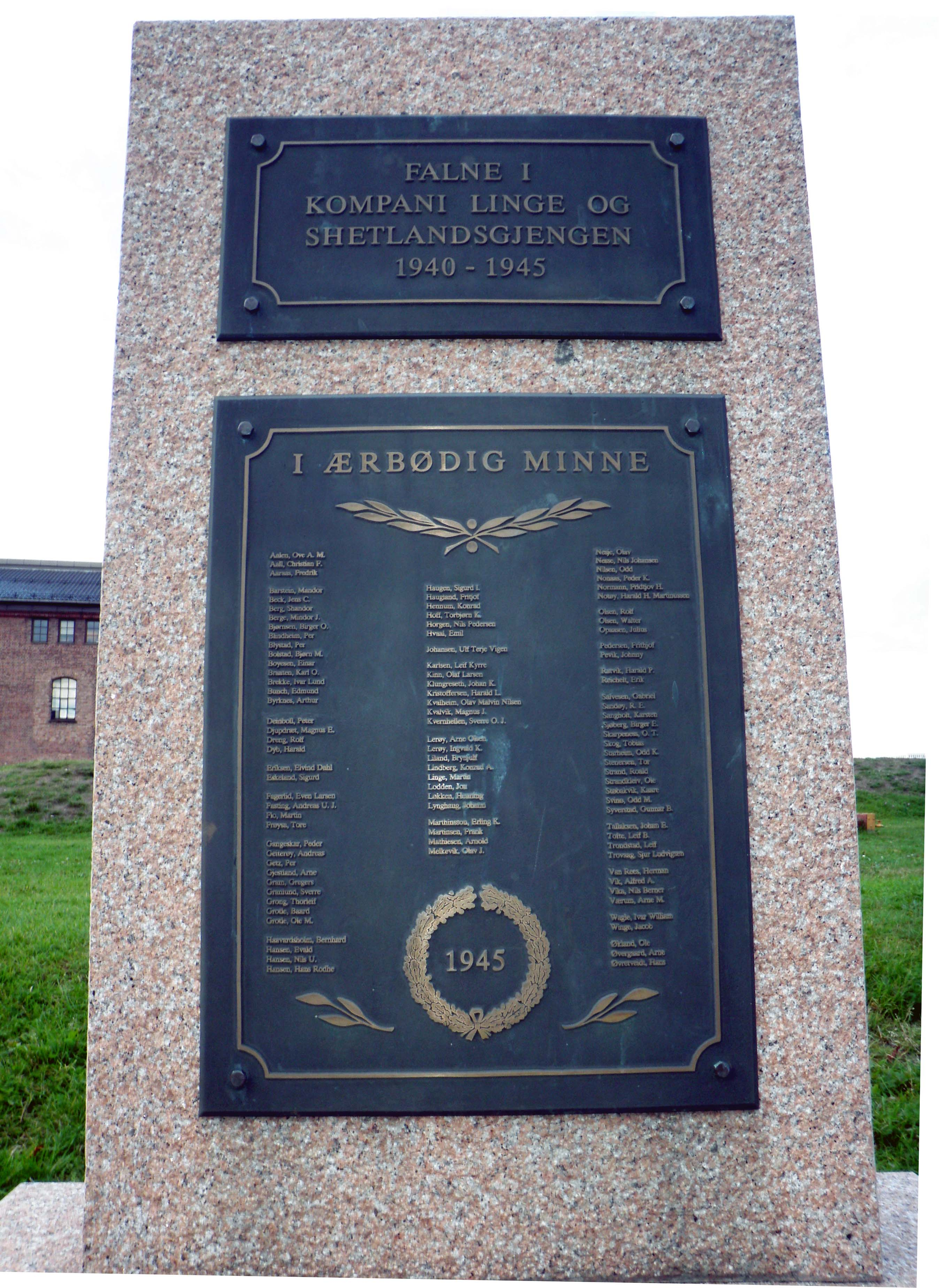
Memoriale alla Fortezza di Akershus ai membri della Norwegian Independent Company 1 e dello Shetland bus che vennero uccisi durante la seconda guerra mondiale.

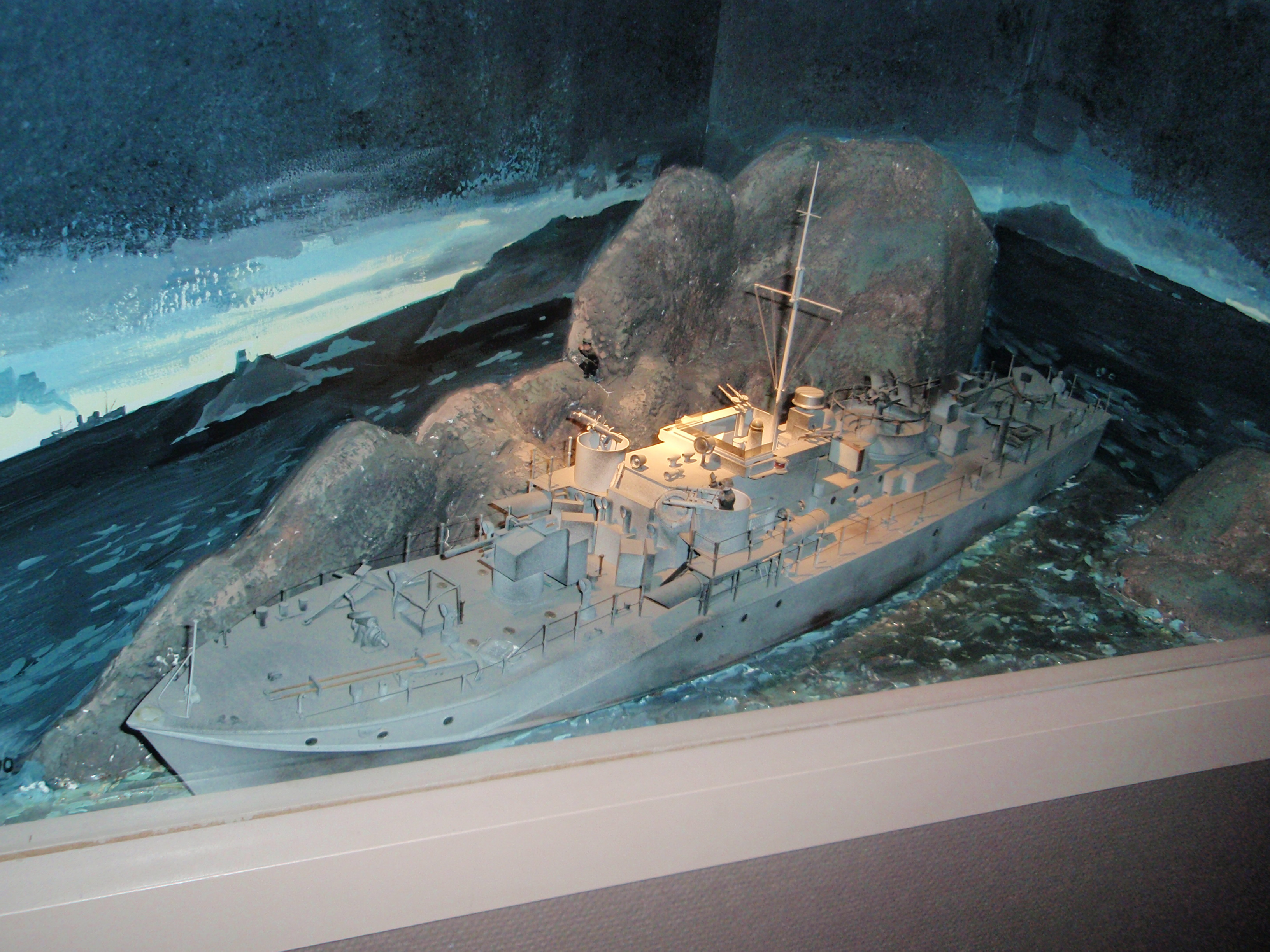
Modello di uno dei cacciasommergibili dello Shetland bus in una missione.

All'inizio erano disponibili quattordici pescherecci di varie dimensioni; il primo, lo Aksel, comandato da August Nærøy, partì per Bergen, da Hamna Voe, sul lato ovest di Lunna Ness, il 30 agosto 1941. Gli altri membri dell'equipaggio al primo viaggio erano Mindor Berge, Ivar Brekke, Andreas Gjertsen e Bård Grotle.
Le navi erano all'inizio semplici pescherecci dotati solo di armi portatili, ma dopo alcune perdite di uomini e navi si decise di usare alcuni mezzi più veloci e meglio armati; allo scopo vennero forniti tre cacciasommergibili il 26 ottobre 1943 dalla US Navy. Vennero battezzati Hitra, Vigra e Hessa. Questi mezzi erano lunghi 110 piedi (34 m) e mossi da due motori diesel da 1,200 hp. Questi erano in grado di una velocità massima di 22 kn (25 mph; 41 km/h), con una velocità di crociera di 17 nodi. Quando vennero consegnati i cacciasommergibili, il gruppo divenne ufficialmente parte della Royal Norwegian Navy e venne rinominato "Royal Norwegian Naval Special Unit" (RNNSU).
- Hitra era comandato da Ingvald Eidsheim.
- Vigra era comandato da Leif Larsen.
- Hessa era comandato da Petter Salen.

I battelli effettuarono più di 100 viaggi verso la Norvegia, senza perdite di uomini o navi.
Il 9 maggio 1945, il Vigra, con Larsen al comando e lo Hitra con Eidsheim, entrarono nel porto di Lyngøy vicino a Bergen nella Norvegia liberata. Il gruppo aveva compiuto un totale di 198 viaggi verso la Norvegia, con pescherecci e cacciasommergibili ed un uomo, Leif Larsen, ne compì 52. Lo "Shetland Bus" aveva trasportato 192 agenti e 383 tonnellate di armi e rifornimenti in Norvegia ed esfiltrato 73 agenti e 373 rifugiati. Quarantacinque membri del gruppo vennero uccisi.
Lo Hitra venne trovato in acque svedesi dopo la guerra, ed il suo restauro venne completato nel 1973